# زيتون آباد (قلعة خواجة)
زيتون آباد (بالفارسية: زیتون‌آباد) هي منطقة سكنية تقع في إيران في محافظة خوزستان. يقدر عدد سكانها بـ 48 نسمة بحسب إحصاء 2016.